# Sugar (Band)
Sugar war eine US-amerikanische Alternative-Rock-Band, die 1992 von dem früheren Hüsker-Dü-Gitarristen und Sänger Bob Mould gegründet wurde und bis 1995 bestand.

## Bandgeschichte
Nach der 1988 erfolgten Auflösung der Band Hüsker Dü und zwei Soloalben gründete Bob Mould, zusammen mit dem Bassisten David Barbe und dem Schlagzeuger Malcolm Travis im Jahre 1992 die Band Sugar. Ihr erstes Album, Copper Blue erschien im selben Jahr und war ein großer Erfolg. Es wurde vom New Musical Express zum „Album des Jahres“ gewählt und wurde mit einer Silbernen Schallplatte im Vereinigten Königreich ausgezeichnet. Das Musikvideo zur Single If I Can’t Change Your Mind war häufig auf MTV zu sehen.
1993 erschien Beaster, ein EP mit Songs, die auf den Aufnahmesessions von Copper Blue aufgenommen wurden, und die einen düstereren Unterton als die vorhergehende Veröffentlichung hatte. Nach einem missglückten Versuch, ein zweites Album aufzunehmen, fand sich die Band im Frühling 1994 zusammen, um ihr nächstes Album File Under: Easy Listening aufzunehmen. Dieses war allerdings kein großer kommerzieller Erfolg im Vergleich zu Copper Blue. Daraufhin legte die Band 1995 eine kreative Pause ein. Im selben Jahr erschien noch eine Sammlung von B-Seiten: Besides, der in einem kleinen Teil der Auflage noch die Live-LP The Joke Is Always on Us, Sometimes beilag.
Im Jahre 1995 löste Bob Mould Sugar auf, da sich Bassist Barbe mehr um seine Familie kümmern wollte. Mould brachte im selben Jahr sein drittes Solo-Album heraus; Schlagzeuger Travis wechselte zur Band Kustomized. Im Jahr 2005 kam es zu einer erneuten Zusammenarbeit von Barbe und Mould als Barbe auf dessen Album Body of Song auf zwei Songs die Bassgitarre spielte.

## Diskografie

### Alben
| Jahr | Titel                      | Höchstplatzierung, Gesamtwochen, AuszeichnungChartplatzierungen (Jahr, Titel, Platzierungen, Wochen, Auszeichnungen, Anmerkungen) | Höchstplatzierung, Gesamtwochen, AuszeichnungChartplatzierungen (Jahr, Titel, Platzierungen, Wochen, Auszeichnungen, Anmerkungen) | Anmerkungen |
| Jahr | Titel                      | UK | US | Anmerkungen |
| ---- | -------------------------- | --- | --- | ----------- |
| 1992 | Copper Blue                | UK10 Silber · (11 Wo.)UK | — |             |
| 1994 | File Under: Easy Listening | UK7 (4 Wo.)UK | US50 (6 Wo.)US |             |

### Livealben
- 2013: The Joke Is Always on Us, Sometimes

### Kompilationen
| Jahr | Titel   | Höchstplatzierung, Gesamtwochen, AuszeichnungChartplatzierungen (Jahr, Titel, Platzierungen, Wochen, Auszeichnungen, Anmerkungen) | Höchstplatzierung, Gesamtwochen, AuszeichnungChartplatzierungen (Jahr, Titel, Platzierungen, Wochen, Auszeichnungen, Anmerkungen) | Anmerkungen |
| Jahr | Titel   | UK | US | Anmerkungen |
| ---- | ------- | --- | --- | ----------- |
| 1995 | Besides | — | US122 (3 Wo.)US |             |

### EPs
| Jahr | Titel   | Höchstplatzierung, Gesamtwochen, AuszeichnungChartplatzierungen (Jahr, Titel, Platzierungen, Wochen, Auszeichnungen, Anmerkungen) | Höchstplatzierung, Gesamtwochen, AuszeichnungChartplatzierungen (Jahr, Titel, Platzierungen, Wochen, Auszeichnungen, Anmerkungen) | Anmerkungen |
| Jahr | Titel   | UK | US | Anmerkungen |
| ---- | ------- | --- | --- | ----------- |
| 1993 | Beaster | UK3 (5 Wo.)UK | US130 (3 Wo.)US |             |

### Singles
| Jahr | Titel                                                 | Höchstplatzierung, Gesamtwochen, AuszeichnungChartsChartplatzierungen (Jahr, Titel, Platzierungen, Wochen, Auszeichnungen, Anmerkungen) | Anmerkungen |
| Jahr | Titel                                                 | UK | Anmerkungen |
| ---- | ----------------------------------------------------- | --- | ----------- |
| 1992 | A Good Idea Copper Blue                               | UK65 (1 Wo.)UK |             |
| 1993 | If I Can’t Change Your Mind Copper Blue               | UK30 (2 Wo.)UK |             |
| 1993 | Tilted Beaster                                        | UK48 (1 Wo.)UK |             |
| 1994 | Your Favorite Thing File Under: Easy Listening        | UK40 (2 Wo.)UK |             |
| 1994 | Believe What You’re Saying File Under: Easy Listening | UK73 (1 Wo.)UK |             |

Weitere Singles
- 1992: Changes
- 1992: Helpless
- 1995: Gee Angel

### Boxsets
- 2013: A Box of Sugar
- 2014: Complete Recordings 1992-1995